# Лазер

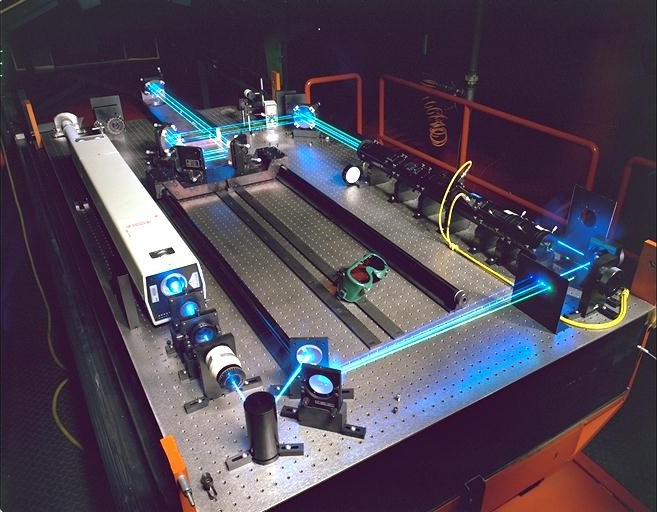
Лазер (лаборатория NASA)

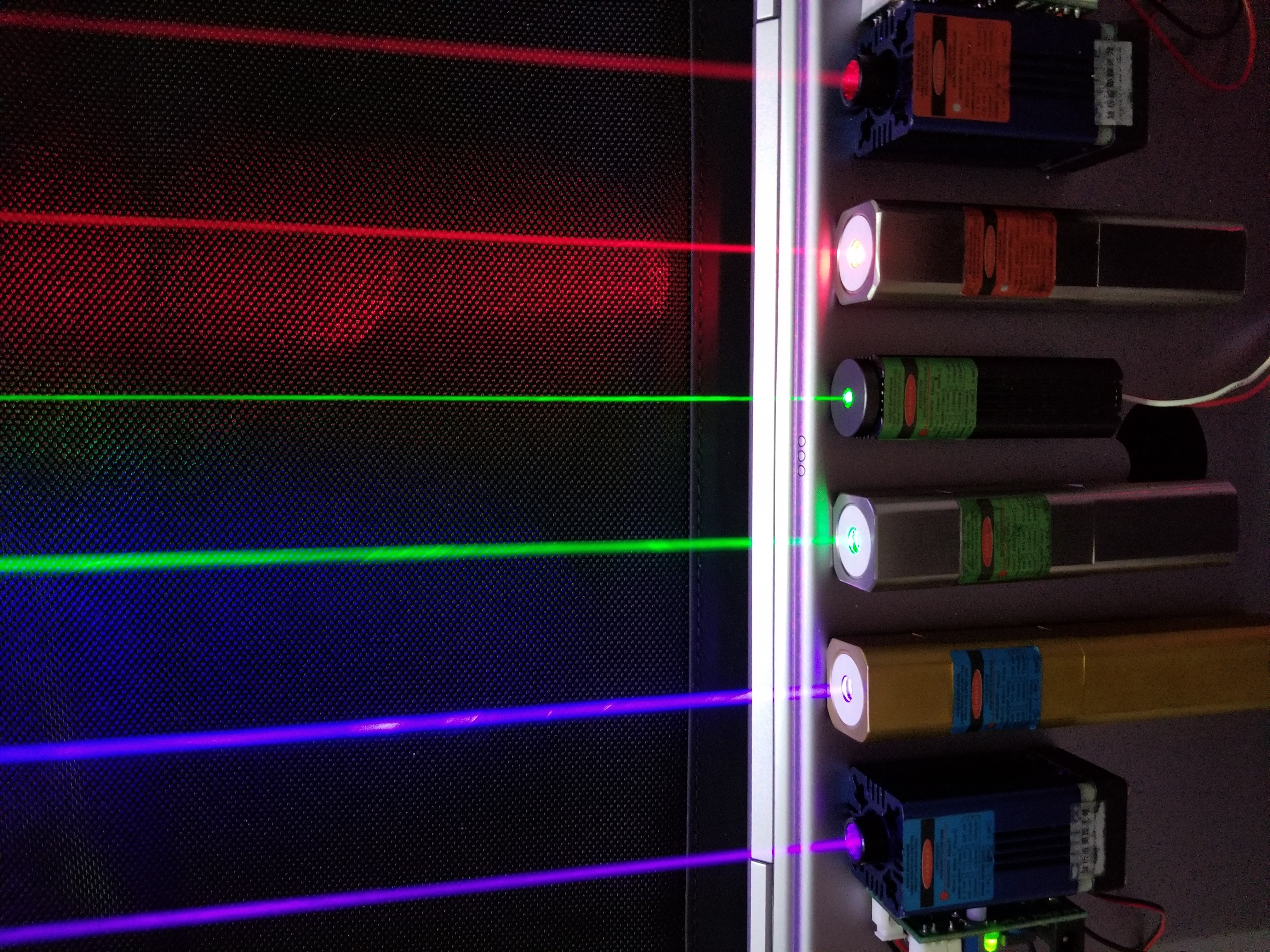
Лазерное излучение с длинами волн (снизу вверх): 405, 445, 520, 532, 635 и 660 нм

Ла́зер (от англ. laser, акроним от Light Amplification by Stimulated Emission of Radiation — «усиление света посредством вынужденного излучения»), или опти́ческий ква́нтовый генера́тор, — устройство, преобразующее энергию накачки (световую, электрическую, тепловую, химическую и др.) в энергию когерентного, монохроматического, поляризованного и узконаправленного потока излучения.
Физической основой работы лазера служит квантовомеханическое явление вынужденного (индуцированного) излучения. Излучение лазера может быть непрерывным, с постоянной мощностью, или импульсным, достигающим предельно больших пиковых мощностей. В некоторых схемах рабочий элемент лазера используется в качестве оптического усилителя для излучения от другого источника. Существует большое количество видов лазеров, использующих в качестве рабочей среды все агрегатные состояния вещества. Некоторые типы лазеров, например, лазеры на растворах красителей или полихроматические твердотельные лазеры, могут генерировать целый набор частот (мод оптического резонатора) в широком спектральном диапазоне. Габариты лазеров разнятся от микроскопических для ряда полупроводниковых лазеров до размеров футбольного поля для некоторых лазеров на неодимовом стекле. Уникальные свойства излучения лазеров позволили использовать их в различных отраслях науки и техники, а также в быту, начиная с чтения и записи компакт-дисков, штрих-кодов и заканчивая исследованиями в области управляемого термоядерного синтеза.

## Основные даты
- 1916 год: А. Эйнштейн предсказывает существование явления вынужденного излучения — физической основы работы любого лазера[1].
- Строгое теоретическое обоснование в рамках квантовой механики это явление получило в работах П. Дирака в 1927—1930 годах[2][3].
- 1928 год: экспериментальное подтверждение Р. Ладенбургом и Г. Копферманном существования вынужденного излучения[4].
- 1940 год: В. Фабрикантом и Ф. Бутаевой была предсказана возможность использования вынужденного излучения среды с инверсией населённостей для усиления электромагнитного излучения[4].
- 1950 год: А. Кастлер (Нобелевская премия по физике 1966 года) предлагает метод оптической накачки среды для создания в ней инверсной населённости. Реализован на практике в 1952 году Бросселем, Кастлером и Винтером[5]. До создания квантового генератора оставался один шаг: ввести в среду положительную обратную связь, то есть поместить эту среду в резонатор[4].
- 1954 год: первый микроволновый генератор — мазер на аммиаке (Ч. Таунс, Басов Н. Г. и Прохоров А. М. — Нобелевская премия по физике 1964 года). Роль обратной связи играл объёмный резонатор, размеры которого были порядка 12,6 мм (длина волны, излучаемой при переходе аммиака с возбуждённого колебательного уровня на основной)[4]. Для усиления электромагнитного излучения оптического диапазона необходимо было создать объёмный резонатор, размеры которого были бы порядка микрона. Из-за связанных с этим технологических трудностей многие учёные в то время считали, что создать генератор видимого излучения невозможно[6].
- 1960 год: 16 мая Т. Мейман продемонстрировал работу первого оптического квантового генератора — лазера[7]. В качестве активной среды использовался кристалл искусственного рубина (оксид алюминия Al2O3 с небольшой примесью хрома Cr), а вместо объёмного резонатора служил резонатор Фабри — Перо, образованный серебряными зеркальными покрытиями, нанесёнными на торцы кристалла. Этот лазер работал в импульсном режиме на длине волны 694,3 нм[4]. В декабре того же года был создан гелий-неоновый лазер, излучающий в непрерывном режиме (А. Джаван, У. Беннет, Д. Хэрриот). Изначально лазер работал в инфракрасном диапазоне, затем был модифицирован для излучения видимого красного света с длиной волны 632,8 нм[6].
- Физика лазеров и по сей день интенсивно развивается. С момента изобретения лазера почти каждый год появлялись всё новые его виды, приспособленные для различных целей[6]. В 1961 году был создан лазер на неодимовом стекле, а в течение следующих пяти лет были разработаны лазерные диоды, лазеры на красителях, лазеры на диоксиде углерода, химические лазеры. В 1963 году Ж. Алфёров и Г. Кремер (Нобелевская премия по физике 2000 года) разработали теорию полупроводниковых гетероструктур, на основе которых были созданы многие лазеры[4].
- 2024 год: Экспериментально установлено, что лазерный луч может влиять на поглощение кристаллом рубина другого луча, формируя видимую глазом тень, по интенсивности примерно равную тени дерева в солнечный день[8].

## Принцип действия
Физической основой работы лазера служит явление вынужденного (индуцированного) излучения. Суть явления состоит в том, что возбуждённый атом (или другая квантовая система) способен излучить фотон под действием другого фотона без его поглощения, если энергия последнего равняется разности энергий уровней атома до и после излучения. При этом излучённый фотон когерентен фотону, вызвавшему излучение (является его «точной копией»). Таким образом происходит усиление света. Этим явление отличается от спонтанного излучения, в котором излучаемые фотоны имеют случайные направления распространения, поляризацию и фазу.

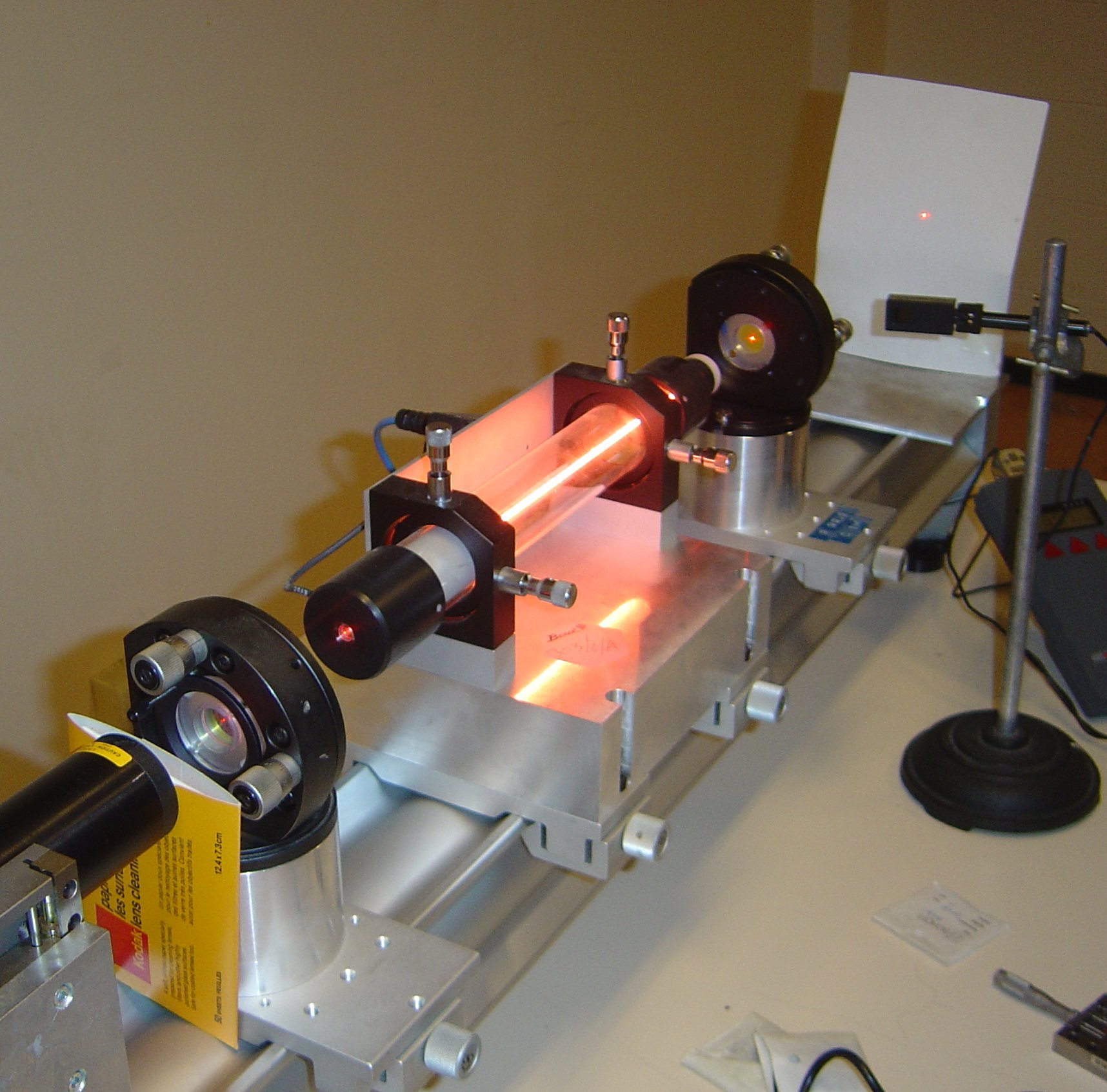
Гелий-неоновый лазер. Светящаяся область в центре — свечение положительного столба. Собственно лазерный луч проецируется на экран справа в виде красной точки

Вероятность того, что случайный фотон вызовет индуцированное излучение возбуждённого атома, в точности равняется вероятности поглощения этого фотона атомом, находящимся в невозбуждённом состоянии. Поэтому для усиления света необходимо, чтобы возбуждённых атомов в среде было больше, чем невозбуждённых (так называемая инверсия населённостей). В состоянии термодинамического равновесия это условие не выполняется, поэтому используются различные системы накачки активной среды лазера (оптические, электрические, химические и др.).
Первоисточником генерации является процесс спонтанного излучения, поэтому для обеспечения преемственности поколений фотонов необходимо существование положительной обратной связи, за счёт которой излучённые фотоны вызывают последующие акты индуцированного излучения. Для этого активная среда лазера помещается в оптический резонатор. В простейшем случае он представляет собой два зеркала, установленных друг напротив друга, одно из которых полупрозрачное — через него луч лазера частично выходит из резонатора. Отражаясь от зеркал, пучок излучения многократно проходит по резонатору, вызывая в нём индуцированные переходы. Излучение может быть как непрерывным, так и импульсным. При этом, используя различные приборы (вращающиеся призмы, ячейки Керра и др.) для быстрого выключения и включения обратной связи и уменьшения тем самым периода импульсов, возможно создать условия для генерации излучения очень большой мощности (так называемые гигантские импульсы). Этот режим работы лазера называют режимом модулированной добротности.
Генерируемое лазером излучение является монохроматическим (одной или дискретного набора длин волн), поскольку вероятность излучения фотона определённой длины волны больше, чем близко расположенной, связанной с уширением спектральной линии, а, соответственно, и вероятность индуцированных переходов на этой частоте тоже имеет максимум. Поэтому постепенно в процессе генерации фотоны данной длины волны будут доминировать над всеми остальными фотонами. Кроме этого, из-за особого расположения зеркал, в лазерном луче сохраняются лишь те фотоны, которые распространяются в направлении, параллельном оптической оси резонатора на небольшом расстоянии от неё, остальные фотоны быстро покидают объём резонатора. Таким образом, луч лазера имеет очень малый угол расходимости. Наконец, луч лазера имеет строго определённую поляризацию. Для этого в резонатор вводят различные поляризаторы, например, ими могут служить плоские стеклянные пластинки, установленные под углом Брюстера к направлению распространения луча лазера.

## Устройство лазера

На схеме обозначены: 1 — активная среда; 2 — энергия накачки лазера; 3 — непрозрачное зеркало; 4 — полупрозрачное зеркало; 5 — лазерный луч

Все лазеры состоят из трёх основных частей:
- активной (рабочей) среды;
- системы накачки (источник энергии);
- оптического резонатора (может отсутствовать, если лазер работает в режиме усилителя).

Каждая из них обеспечивает для работы лазера выполнение своих определённых функций.

### Активная среда
В настоящее время в качестве рабочей среды лазера используются различные агрегатные состояния вещества: твёрдое, жидкое, газообразное, плазма. В обычном состоянии число атомов, находящихся на возбуждённых энергетических уровнях, определяется распределением Больцмана:
{\displaystyle N=N_{0}\exp(-E/kT),}
где N — число атомов, находящихся в возбуждённом состоянии с энергией E, N0 — число атомов, находящихся в основном состоянии (энергия равна нулю), k — постоянная Больцмана, T — температура среды. Иными словами, таких атомов, находящихся в возбужденном состоянии, меньше, чем в основном, поэтому вероятность того, что фотон, распространяясь по среде, вызовет вынужденное излучение, также мала по сравнению с вероятностью его поглощения. Поэтому электромагнитная волна, проходя по веществу, расходует свою энергию на возбуждение атомов. Интенсивность излучения при этом падает по закону Бугера:
{\displaystyle I_{l}=I_{0}\exp(-a_{1}l),}
где I0 — начальная интенсивность, Il — интенсивность излучения, прошедшего расстояние l в веществе, a1 — показатель поглощения вещества. Поскольку зависимость экспоненциальная, излучение очень быстро поглощается.
В том случае, когда число возбуждённых атомов больше, чем невозбуждённых (то есть в состоянии инверсии населённостей), ситуация прямо противоположна. Акты вынужденного излучения преобладают над поглощением, и излучение усиливается по закону:
{\displaystyle I_{l}=I_{0}\exp(a_{2}l),}
где a2 — коэффициент квантового усиления. В реальных лазерах усиление происходит до тех пор, пока величина поступающей за счёт вынужденного излучения энергии не станет равной величине энергии, теряемой в резонаторе. Эти потери связаны с насыщением метастабильного уровня рабочего вещества, после чего энергия накачки идёт только на его разогрев, а также с наличием множества других факторов (рассеяние на неоднородностях среды, поглощение примесями, неидеальность отражающих зеркал, полезное и нежелательное излучение в окружающую среду и пр.).

### Система накачки
Для создания инверсной населённости среды лазера используются различные механизмы. В твердотельных лазерах она осуществляется за счёт облучения мощными газоразрядными лампами-вспышками, сфокусированным солнечным излучением (так называемая оптическая накачка) и излучением других лазеров (в частности, полупроводниковых). При этом возможна работа только в импульсном или импульсно-периодическом режиме, поскольку требуются очень большие плотности энергии накачки, вызывающие при длительном воздействии сильный разогрев и разрушение стержня рабочего вещества. В газовых и жидкостных лазерах (см. гелий-неоновый лазер, лазер на красителях) используется накачка электрическим разрядом. Такие лазеры работают в непрерывном режиме. Накачка химических лазеров происходит посредством протекания в их активной среде химических реакций. При этом инверсия населённостей возникает либо непосредственно у продуктов реакции, либо у специально введённых примесей с подходящей структурой энергетических уровней. Накачка полупроводниковых лазеров происходит под действием сильного прямого тока через p-n-переход, а также пучком электронов. Существуют и другие методы накачки (газодинамические, заключающиеся в резком охлаждении предварительно нагретых газов; фотодиссоциация, частный случай химической накачки и др.).

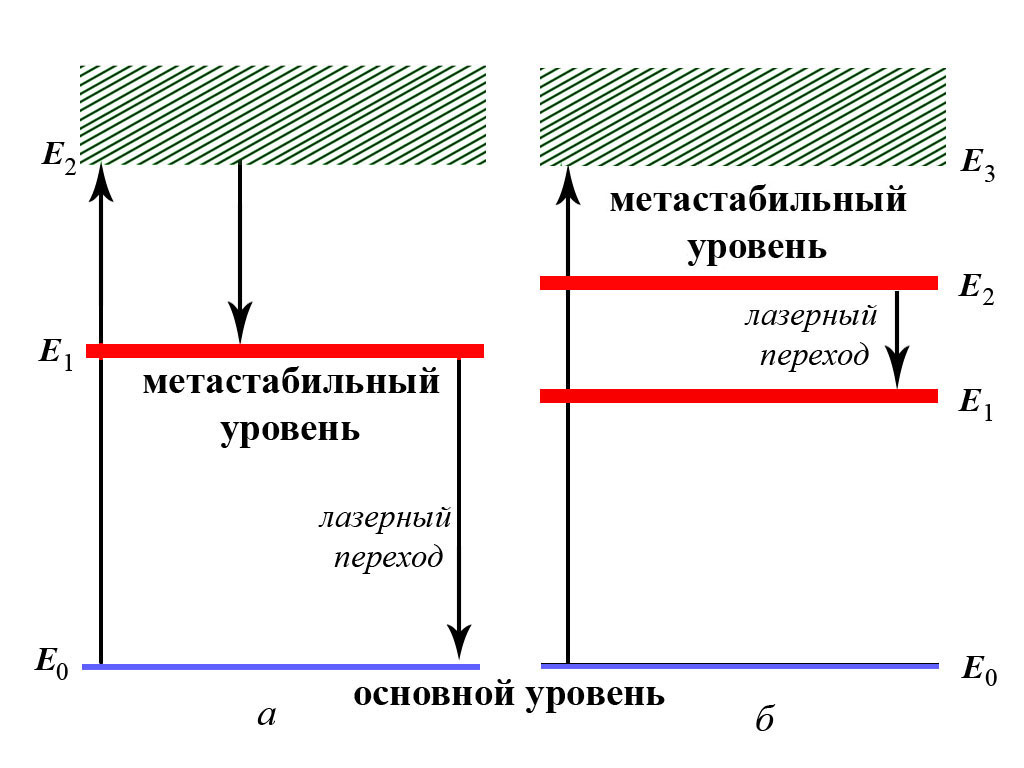
На рисунке: а — трёхуровневая и б — четырёхуровневая схемы накачки активной среды лазера

Классическая трёхуровневая система накачки рабочей среды используется, например, в рубиновом лазере. Рубин представляет собой кристалл корунда Al2O3, легированный небольшим количеством ионов хрома Cr3+, которые и являются источником лазерного излучения. Из-за влияния электрического поля кристаллической решётки корунда внешний энергетический уровень хрома E2 расщеплён (см. эффект Штарка). Именно это делает возможным использование немонохроматического излучения в качестве накачки. При этом атом переходит из основного состояния с энергией E0 в возбуждённое с энергией около E2. В этом состоянии атом может находиться сравнительно недолго (порядка 10−8 с), почти сразу происходит безызлучательный переход на уровень E1, на котором атом может находиться значительно дольше (до 10−3 с), это так называемый метастабильный уровень. Возникает возможность осуществления индуцированного излучения под воздействием других случайных фотонов. Как только атомов, находящихся в метастабильном состоянии, становится больше, чем в основном, начинается процесс генерации.
Создать инверсию населённостей атомов хрома Cr с помощью накачки непосредственно с уровня E0 на уровень E1 нельзя. Это связано с тем, что если поглощение и вынужденное излучение происходят между двумя уровнями, то оба эти процесса протекают с одинаковой скоростью. Поэтому в данном случае накачка может лишь уравнять населённости двух уровней, чего недостаточно для возникновения генерации.
В некоторых лазерах, например в неодимовом, генерация излучения в котором происходит на ионах неодима Nd3+, используется четырёхуровневая схема накачки. Здесь между метастабильным E2 и основным уровнем E0 имеется промежуточный — рабочий уровень E1. Вынужденное излучение происходит при переходе атома между уровнями E2 и E1. Преимущество этой схемы заключается в том, что в данном случае легко выполнить условие инверсной населенности, так как время жизни верхнего рабочего уровня (E2) на несколько порядков больше времени жизни нижнего уровня (E1). Это значительно снижает требования к источнику накачки. Кроме того, подобная схема позволяет создавать мощные лазеры, работающие в непрерывном режиме, что очень важно для некоторых применений. Однако подобные лазеры обладают существенным недостатком в виде низкого квантового КПД, которое определяется как отношение энергии излученного фотона к энергии поглощенного фотона накачки (ηквантовое = hνизлучения/hνнакачки)

### Оптический резонатор

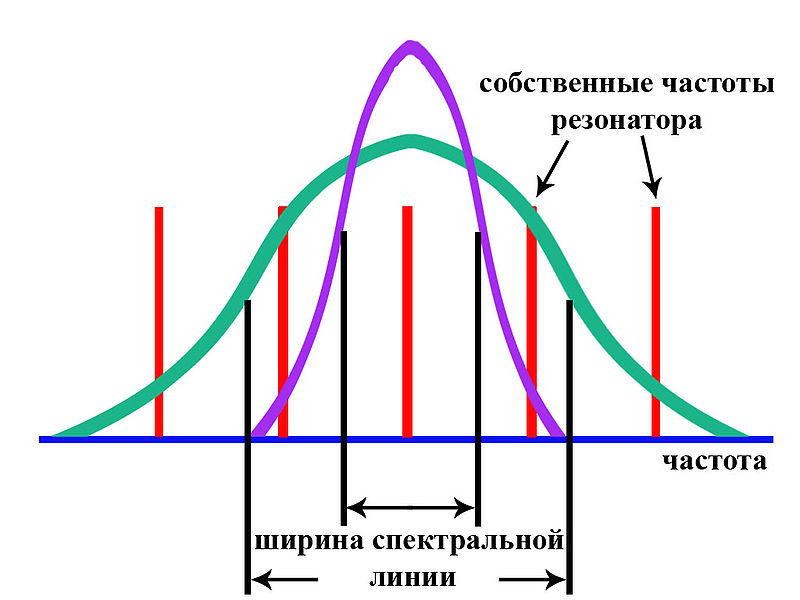
В ширину спектральной линии, изображённой на рисунке зелёным цветом, укладывается три собственных частоты резонатора. В этом случае генерируемое лазером излучение будет трехмодовым. Для фиолетовой линии излучение будет чисто монохроматическим.

Зеркала лазера не только обеспечивают существование положительной обратной связи, но и работают как резонатор, поддерживая одни генерируемые лазером моды, соответствующие стоячим волнам данного резонатора, и подавляя другие. Если на оптической длине L резонатора укладывается целое число полуволн n:
{\displaystyle 2L=n\lambda ,}
то такие волны, проходя по резонатору, не меняют своей фазы и вследствие интерференции усиливают друг друга. Все остальные волны с близко расположенными частотами постепенно гасят друг друга. Таким образом, спектр собственных частот оптического резонатора определяется соотношением:
{\displaystyle \nu _{n}={\frac {c}{2L}}n,}
где c — скорость света в вакууме. Интервалы между соседними частотами резонатора одинаковы и равны
{\displaystyle \Delta \nu _{r}={\frac {c}{2L}}.}
Линии в спектре излучения в силу различных причин (доплеровское уширение, внешние электрические и магнитное поля, квантовомеханическое эффекты и др.) всегда имеют конечную ширину {\displaystyle \Delta \nu _{l}.} Поэтому могут возникать ситуации, когда на ширину спектральной линии (в лазерной технике применяется термин «полоса усиления») укладывается несколько собственных частот резонатора. В этом случае излучение лазера будет многомодовым. Синхронизация этих мод позволяет добиться того, чтобы излучение представляло собой последовательность коротких и мощных импульсов. Если же {\displaystyle \Delta \nu _{l}<\Delta \nu _{r},} то в излучении лазера будет присутствовать только одна частота, в данном случае резонансные свойства системы зеркал слабо выражены на фоне резонансных свойств спектральной линии.
При более строгом расчёте необходимо учитывать, что усиливаются волны, распространяющиеся не только параллельно оптической оси резонатора, но и под малым углом {\displaystyle \varphi } к ней. Условие усиления тогда принимает вид:
{\displaystyle 2L\cos \varphi =n\lambda .}
Это приводит к тому, что интенсивность пучка лучей лазера различна в разных точках плоскости, перпендикулярной этому пучку. Здесь наблюдается система светлых пятен, разделённых тёмными узловыми линиями. Для устранения этих нежелательных эффектов используют различные диафрагмы, рассеивающие нити, а также применяют различные схемы оптических резонаторов.

## Классификация лазеров
- Твердотельные лазеры на люминесцирующих твёрдых средах (диэлектрические кристаллы и стёкла). В качестве активаторов обычно используются ионы редкоземельных элементов или ионы группы железа Fe. Накачка оптическая и от полупроводниковых лазеров, осуществляется по трёх- или четырёхуровневой схеме. Современные твердотельные лазеры способны работать в импульсном, непрерывным и квазинепрерывном режимах[19].
- Полупроводниковые лазеры. Формально также являются твердотельными, но традиционно выделяются в отдельную группу, поскольку имеют иной механизм накачки (инжекция избыточных носителей заряда через p-n-переход или гетеропереход, электрический пробой в сильном поле, бомбардировка быстрыми электронами), а квантовые переходы происходят между разрешёнными энергетическими зонами, а не между дискретными уровнями энергии. Полупроводниковые лазеры — наиболее употребительный в быту вид лазеров[25]. Кроме этого, применяются в спектроскопии, в системах накачки других лазеров, а также в медицине (см. фотодинамическая терапия).
  - Вертикально-излучающие лазеры (VCSEL) — «Поверхностно-излучающий лазер с вертикальным резонатором» — разновидность диодного полупроводникового лазера, излучающего свет в направлении, перпендикулярном поверхности кристалла, в отличие от обычных лазерных диодов, излучающих в плоскости, параллельной поверхности пластин.
- Лазеры на красителях. Тип лазеров, использующий в качестве активной среды раствор флюоресцирующих с образованием широких спектров органических красителей. Лазерные переходы осуществляются между различными колебательными подуровнями первого возбуждённого и основного синглетных электронных состояний. Накачка оптическая, могут работать в непрерывном и импульсном режимах. Основной особенностью является возможность перестройки длины волны излучения в широком диапазоне. Применяются в спектроскопических исследованиях[26].
- Газовые лазеры — лазеры, активной средой которых является смесь газов и паров. Отличаются высокой мощностью, монохроматичностью, а также узкой направленностью излучения. Работают в непрерывном и импульсном режимах. В зависимости от системы накачки газовые лазеры разделяют на газоразрядные лазеры, газовые лазеры с оптическим возбуждением и возбуждением заряженными частицами (например, лазеры с ядерной накачкой[27], в начале 80-х проводились испытания систем противоракетной обороны на их основе[28], однако без особого успеха[29]), газодинамические и химические лазеры. По типу лазерных переходов различают газовые лазеры на атомных переходах, ионные лазеры, молекулярные лазеры на электронных, колебательных и вращательных переходах молекул и эксимерные лазеры[30].
  - Газодинамические лазеры — газовые лазеры с тепловой накачкой, инверсия населённостей в которых создаётся между возбуждёнными колебательно-вращательными уровнями гетероядерных молекул путём адиабатического расширения движущейся с высокой скоростью газовой смеси (чаще N2+CO2+He или N2+CO2+Н2О, рабочее вещество — CO2, см. Углекислотный лазер)[31].
  - Эксимерные лазеры — разновидность газовых лазеров, работающих на энергетических переходах эксимерных молекул (димерах благородных газов, а также их моногалогенидов), способных существовать лишь некоторое время в возбуждённом состоянии. Накачка осуществляется пропусканием через газовую смесь пучка электронов, под действием которых атомы переходят в возбуждённое состояние с образованием эксимеров, фактически представляющих собой среду с инверсией населённостей. Эксимерные лазеры отличаются высокими энергетическими характеристикам, малым разбросом длины волны генерации и возможности её плавной перестройки в широком диапазоне[32].
  - Химические лазеры — разновидность лазеров, источником энергии для которых служат химические реакции между компонентами рабочей среды (смеси газов). Лазерные переходы происходят между возбуждёнными колебательно-вращательными и основными уровнями составных молекул продуктов реакции. Для осуществления химических реакций в среде необходимо постоянное присутствие свободных радикалов, для чего используются различные способы воздействия на молекулы для их диссоциации. Отличаются широким спектром генерации в ближней ИК-области, большой мощностью непрерывного и импульсного излучения[33].
- Лазеры на свободных электронах — лазеры, активной средой которых является поток свободных электронов, колеблющихся во внешнем электромагнитном поле (за счёт чего осуществляется излучение) и распространяющихся с релятивистской скоростью в направлении излучения. Основной особенностью является возможность плавной широкодиапазонной перестройки частоты генерации. Различают убитроны и скаттроны, накачка первых осуществляется в пространственно-периодическом статическом поле ондулятора, вторых — мощным полем электромагнитной волны. Существуют также лазеры на циклотронном резонансе и строфотроны, основанные на тормозном излучении электронов, а также флиматроны, использующие эффект черенковского и переходного излучений. Поскольку каждый электрон излучает до 108 фотонов, лазеры на свободных электронах являются, по сути, классическими приборами и описываются законами классической электродинамики[34].
- Квантовые каскадные лазеры — полупроводниковые лазеры, которые излучают в среднем и дальнем инфракрасном диапазоне[35]. В отличие от обычных полупроводниковых лазеров, которые излучают посредством вынужденных переходов между разрешёнными электронными и дырочными уровнями, разделёнными запрещенной зоной полупроводника, излучение квантовых каскадных лазеров возникает при переходе электронов между слоями гетероструктуры полупроводника и состоит из двух типов лучей, причём вторичный луч обладает весьма необычными свойствами и не требует больших затрат энергии[36].

- Волоконный лазер — лазер, резонатор которого построен на базе оптического волокна, внутри которого полностью или частично генерируется излучение. При полностью волоконной реализации такой лазер называется цельноволоконным, при комбинированном использовании волоконных и других элементов в конструкции лазера он называется волоконно-дискретным или гибридным.
- Другие виды лазеров, развитие принципов которых на данный момент является приоритетной задачей исследований (рентгеновские лазеры[37], гамма-лазеры[38] и др.).

## Применение лазеров

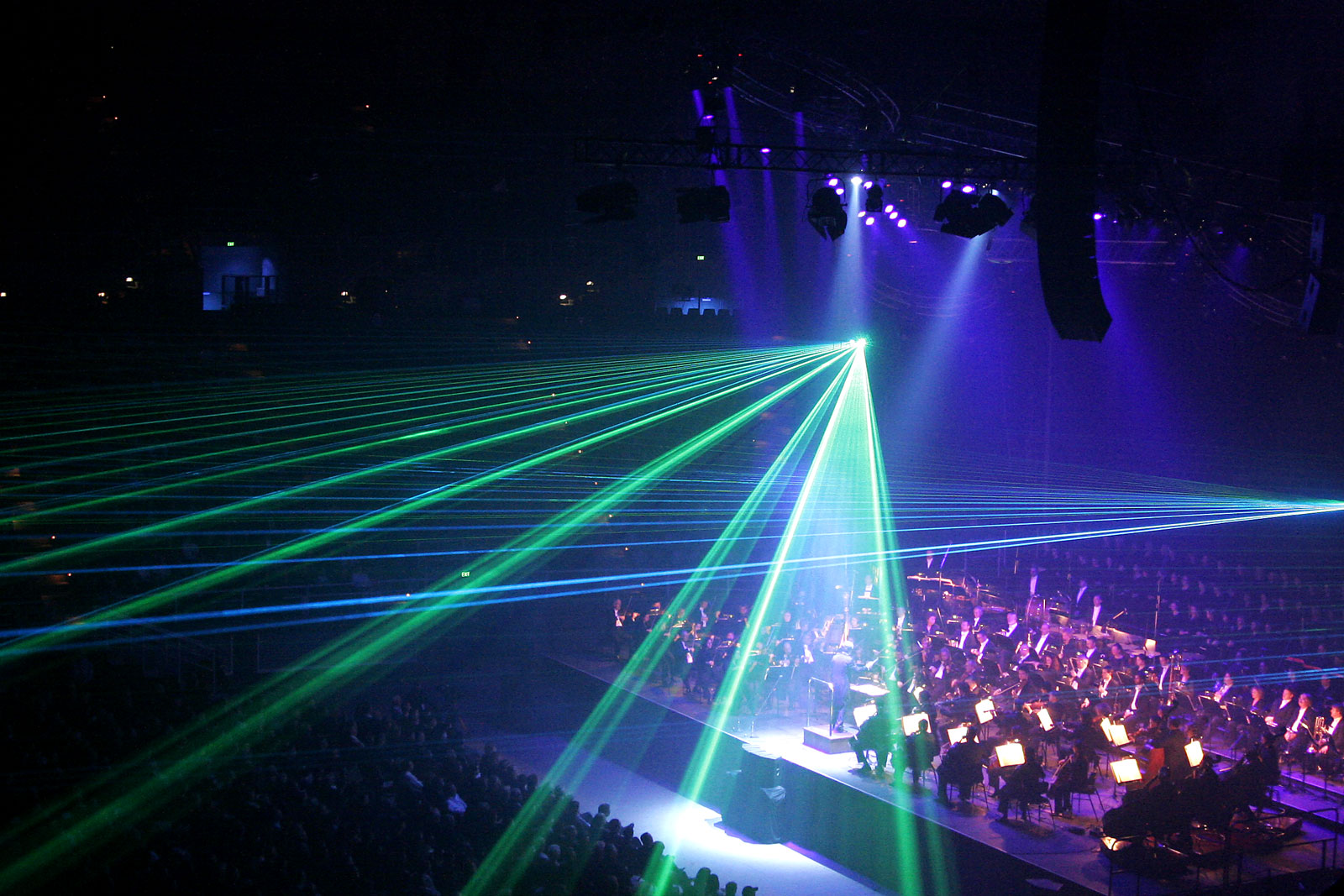
Лазерное сопровождение музыкальных представлений (лазерное шоу)

С момента своего изобретения лазеры зарекомендовали себя как «готовые решения ещё неизвестных проблем». В силу уникальных свойств излучения лазеров, они широко применяются во многих отраслях науки и техники, а также в быту (проигрыватели компакт-дисков, лазерные принтеры, считыватели штрихкодов, лазерные указки и пр.). Легко достижимая высокая плотность энергии излучения позволяет производить локальную термическую обработку и связанную с ней механическую обработку (резку, сварку, пайку, гравировку). Точный контроль зоны нагрева позволяет сваривать материалы, которые невозможно сварить обычными способами (к примеру, керамику и металл). Луч лазера может быть сфокусирован в точку диаметром порядка микрона, что позволяет использовать его в микроэлектронике для прецизионной механической обработки материалов (резка полупроводниковых кристаллов, сверление особо тонких отверстий в печатных платах). Широкое применение получила также лазерная маркировка и художественная гравировка изделий из различных материалов (в том числе объёмная гравировка прозрачных материалов). Лазеры используются для получения поверхностных покрытий материалов (лазерное легирование, лазерная наплавка, вакуумно-лазерное напыление) с целью повышения их износостойкости. При лазерной обработке материалов на них не оказывается механическое воздействие, зона нагрева мала, поэтому возникают лишь незначительные термические деформации. Кроме того, весь технологический процесс может быть полностью автоматизирован. Лазерная обработка потому характеризуется высокой точностью и производительностью.

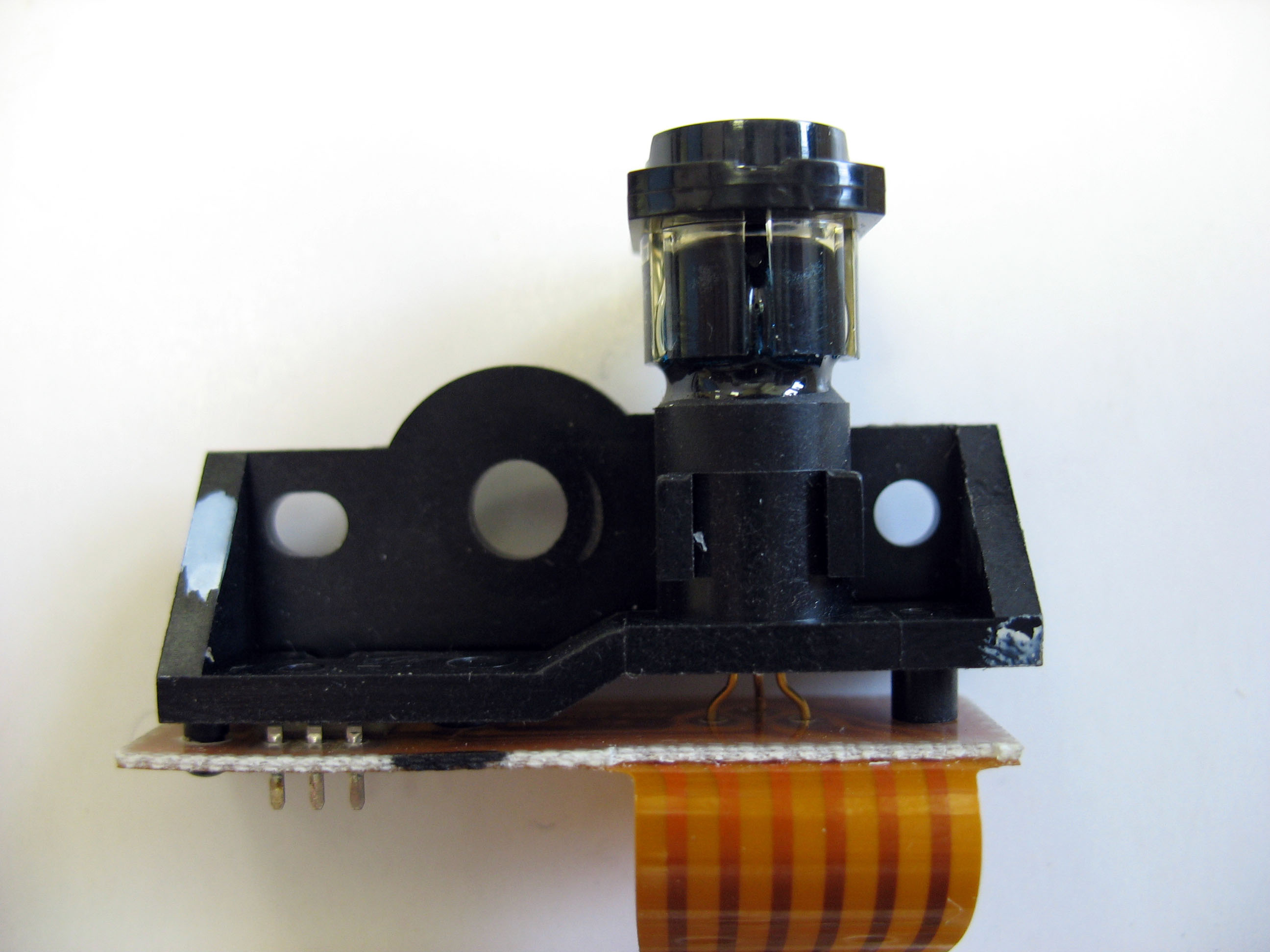
Полупроводниковый лазер, применяемый в узле генерации изображения принтера Hewlett-Packard

Лазеры применяются в голографии для создания самих голограмм и получения голографического объёмного изображения. Некоторые лазеры, например, лазеры на красителях, способны генерировать монохроматический свет практически любой длины волны, при этом импульсы излучения могут достигать 10−16 с, и, следовательно, огромных мощностей (так называемые гигантские импульсы). Эти свойства используются в спектроскопии, а также при изучении нелинейных оптических эффектов. С использованием лазера удалось измерить расстояние до Луны с точностью до нескольких сантиметров. Лазерная локация космических объектов уточнила значения ряда фундаментальных астрономических постоянных и способствовала уточнению параметров космической навигации, расширила представления о строении атмосферы и поверхности планет Солнечной системы. В астрономических телескопах, снабжённых адаптивной оптической системой коррекции атмосферных искажений, лазер применяют для создания искусственных опорных звезд в верхних слоях атмосферы.
Применение лазеров в метрологии и измерительной технике не ограничивается измерением расстояний. Лазеры находят здесь разнообразнейшее применение: для измерения времени, давления, температуры, скорости потоков жидкостей и газов, угловой скорости (лазерный гироскоп), концентрации веществ, оптической плотности, разнообразных оптических параметров и характеристик, в виброметрии и др.
Сверхкороткие импульсы лазерного излучения используются в лазерной химии для запуска и анализа химических реакций. Здесь лазерное излучение позволяет обеспечить точную локализацию, дозированность, абсолютную стерильность и высокую скорость ввода энергии в систему. В настоящее время разрабатываются различные системы лазерного охлаждения, рассматриваются возможности осуществления с помощью лазеров управляемого термоядерного синтеза. Лазеры используются и в военных целях, например, в качестве средств наведения и прицеливания. Рассматриваются варианты создания на основе мощных лазеров боевых систем защиты воздушного, морского и наземного базирования.

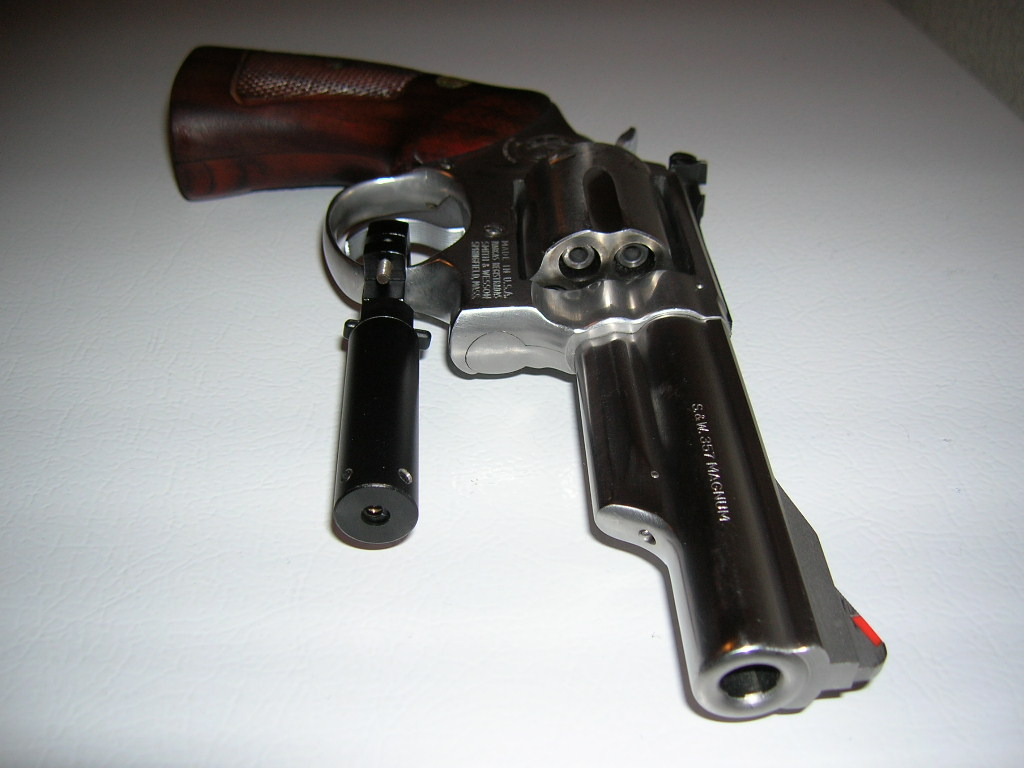
Револьвер, оснащённый лазерным целеуказателем

В медицине лазеры применяются как бескровные скальпели, используются при лечении офтальмологических заболеваний (катаракта, отслоение сетчатки, лазерная коррекция зрения и др.). Широкое применение получили также в косметологии (лазерная эпиляция, лечение сосудистых и пигментных дефектов кожи, лазерный пилинг, удаление татуировок и пигментных пятен).
С помощью лазерного оборудования становится возможным вырубка просек в лесах для установки линий электропередач.
Для изучения взаимодействия лазерного излучения с веществом и получения управляемого термоядерного синтеза строят большие лазерные комплексы, мощность которых может превосходить 1 ПВт.

#### Лазерная связь
В настоящее время бурно развивается так называемая лазерная связь. Известно, что чем выше несущая частота канала связи, тем больше его пропускная способность. Поэтому радиосвязь стремится переходить на всё более короткие длины волн. Длина световой волны в среднем на шесть порядков меньше длины волны радиодиапазона, поэтому посредством лазерного излучения возможна передача гораздо большего объёма информации. Лазерная связь осуществляется как по открытым, так и по закрытым световодным структурам, например, по оптическому волокну, где свет за счёт явления полного внутреннего отражения может распространяться на большие расстояния, практически не ослабевая.

## Безопасность лазеров
Любой, даже маломощный лазер, представляет опасность для зрения человека. Лазер часто применяется в быту, на концертах, музыкальных мероприятиях. Зафиксировано множество случаев получения ожогов сетчатки глаза, что приводило к временной или полной слепоте.

### н/п фильмы
- художественный фильм [www.kino-teatr.ru/kino/movie/sov/12901/annot/ «Синее небо»] (режиссёр: Марк Толмачев, сценарист: Игорь Неверов, оператор: Фёдор Сильченко, Одесская киностудия, 1971 год) — о начале лазерной эры в медицине, а именно в офтальмологии. Действие картины происходит в стенах научного Института глазных болезней им. В. П. Филатова АМН Украины. Прообразом главного героя, врача Андрея Тарана, послужил проф. Л. А. Линник, который впервые в мире в 1963 году применил лазерное излучение для коагуляции сетчатки.
- научно-популярный фильм «Конструкторы лучей» (режиссёр — А. Слободской, оператор В. Петров, «Леннаучфильм», 1985 год). Фильм посвящён исследованиям в области лазеров Института общей физики АН СССР во главе с академиком А. М. Прохоровым.
- Документальный фильм «Тайны забытых побед. Повелители луча» (режиссёр Алексей Вахрушев, текст читает Василий Лановой. ЗАО «Интеллект»)